# Ameland
Ameland (frizonă It Amelân) este o comună în provincia Frizia, Țările de Jos. Comuna ocupă în intregime insula omonimă situată în Marea Nordului.

## Localități componente
Hollum, Nes, Buren, Ballum.